# 그랑 팔레

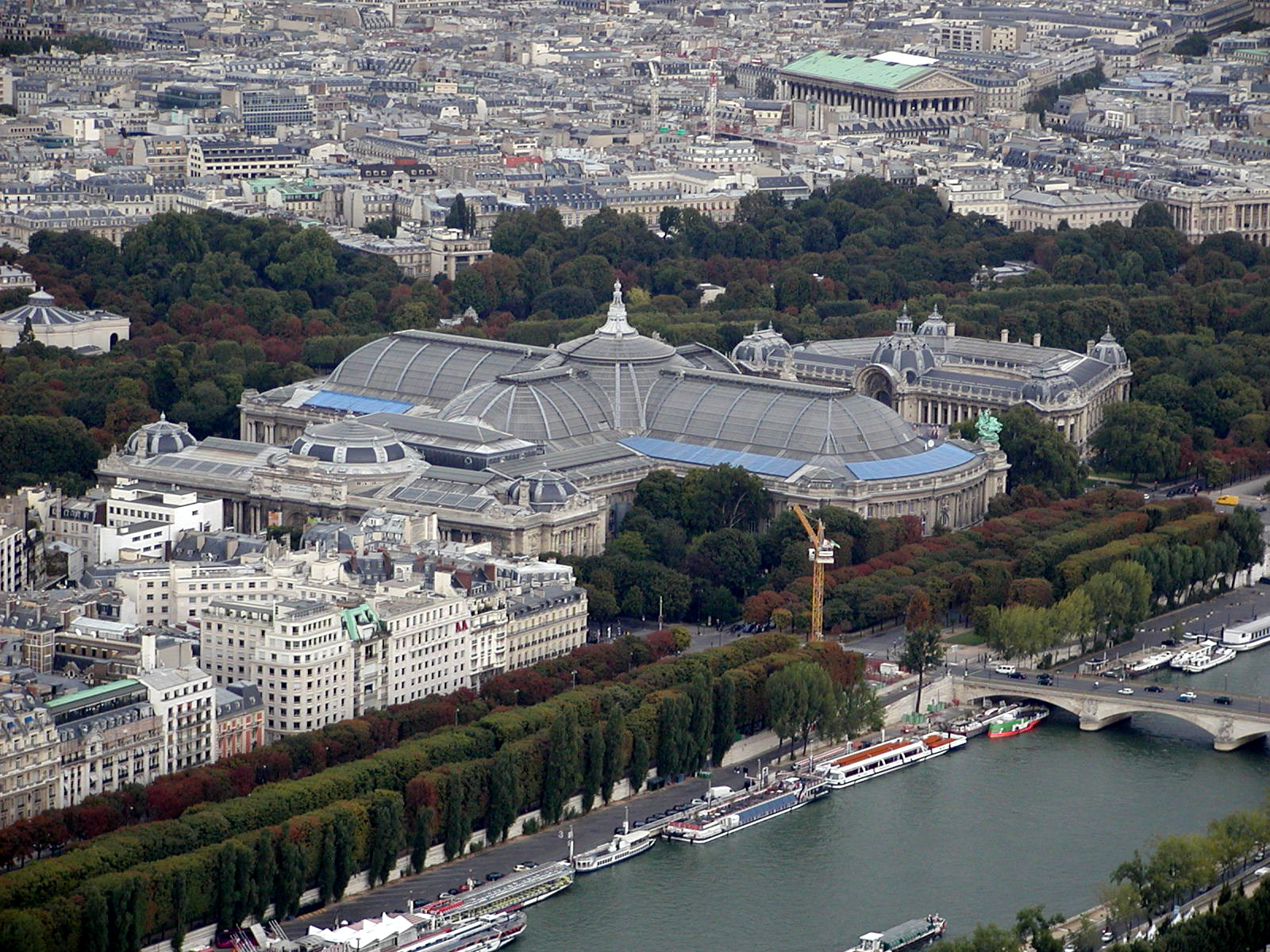
에펠탑에서 바라본 그랑 팔레의 모습. 뒤편은 프티 팔레이다.

그랑 팔레(프랑스어: Grand Palais)는 프랑스 파리 8구에 있는 대형 전시장이자 박물관이다. 원래 1900년 파리 만국 박람회를 위해 지어졌다. 오는 2024년 하계 올림픽에서 공연장과 경기장(펜싱, 태권도)으로 사용될 예정이다.
프티 팔레와 알렉상드르 3세 다리와 같은 시기에 지어졌다. 정면의 외관은 앙리 드글랑, 반대편의 외관은 알베르 토마, 인테리어와 나머지 두면은 알베르 루베, 그리고 전체 총감독으로 샤를 지로가 설계에 참여했다. 이 건물의 외관은 초기 보자르 건축의 전형적인 예로, 메인 지붕은 철과 유리로 덮여 있다.
대규모 외관은 고전적인 돌이 철로 아트 데코 장식이되어 있어 주위에는 조각가 폴 가스크와 알프레드 부셰의 우화를 포함한 많은 동상들이 진열되어 있다.
1993년에 중앙의 유리 지붕의 일부가 폭락한 후 12년간 폐쇄되어 대규모 수리 작업을 실시했다. 2005년 9월에 다시 개관되었다.

## 사진

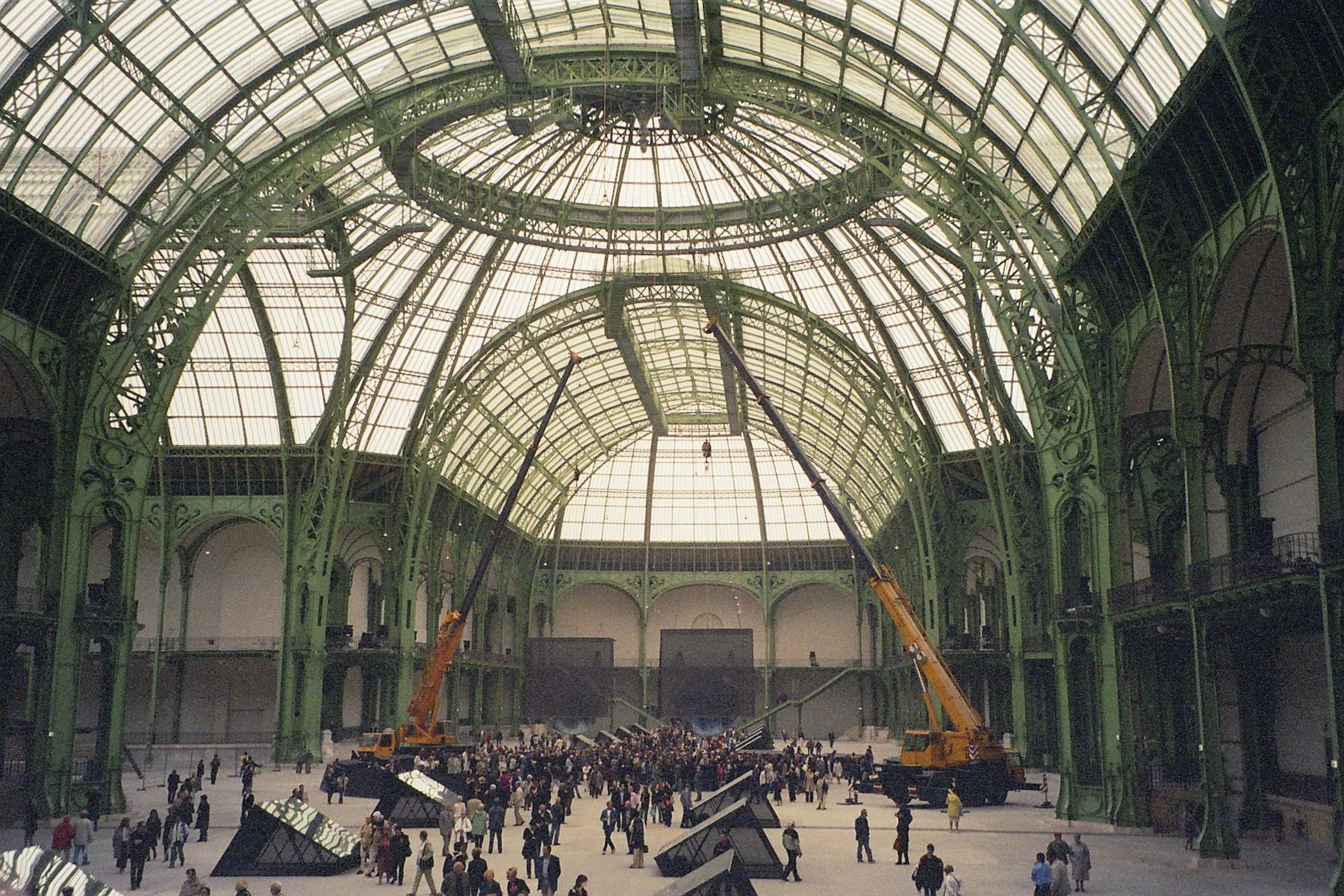
내부 모습
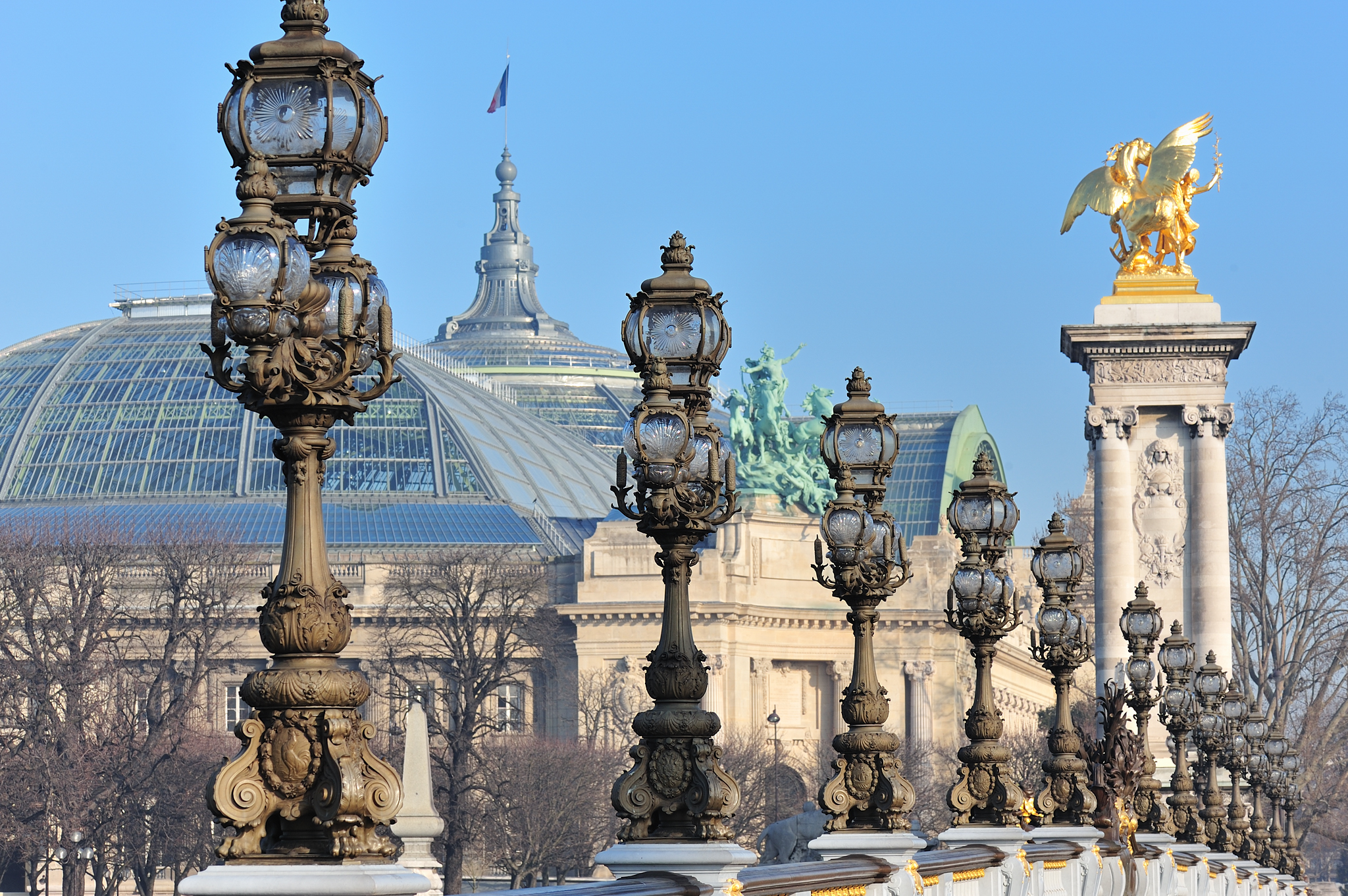
알렉상드르 3세 다리에서 바라 본 모습
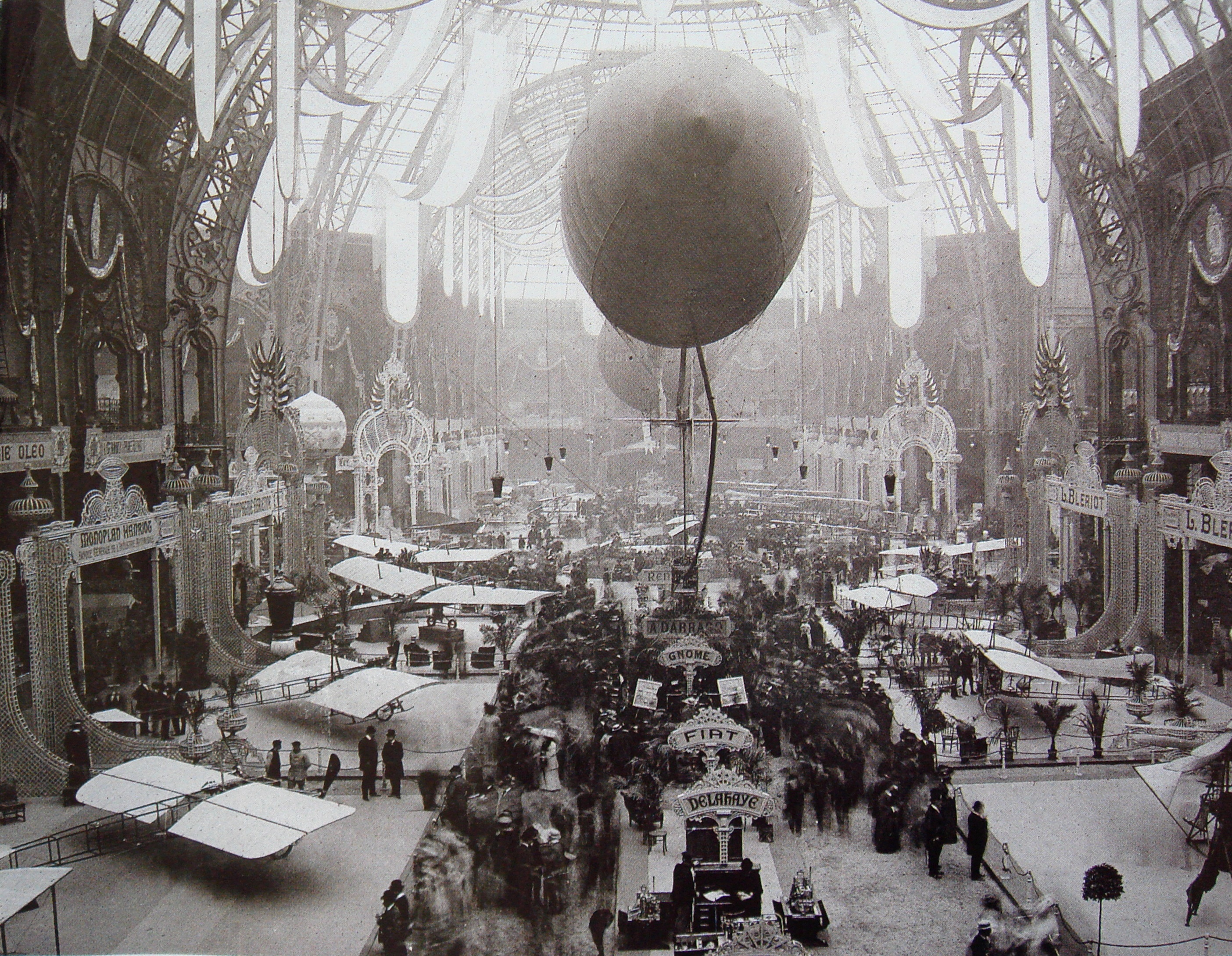
1909년 파리 에어쇼 당시
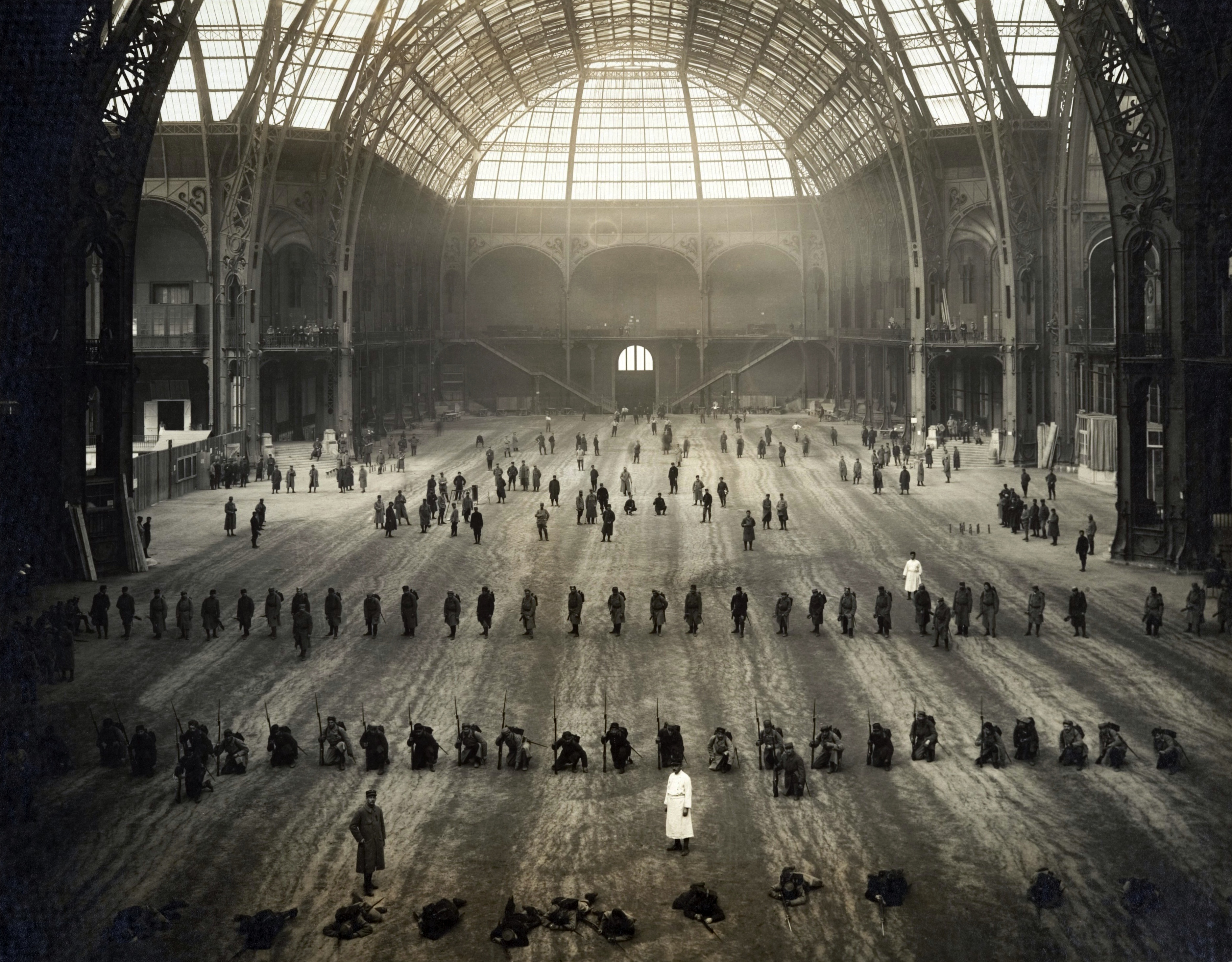
제1차 세계 대전 중의 모습

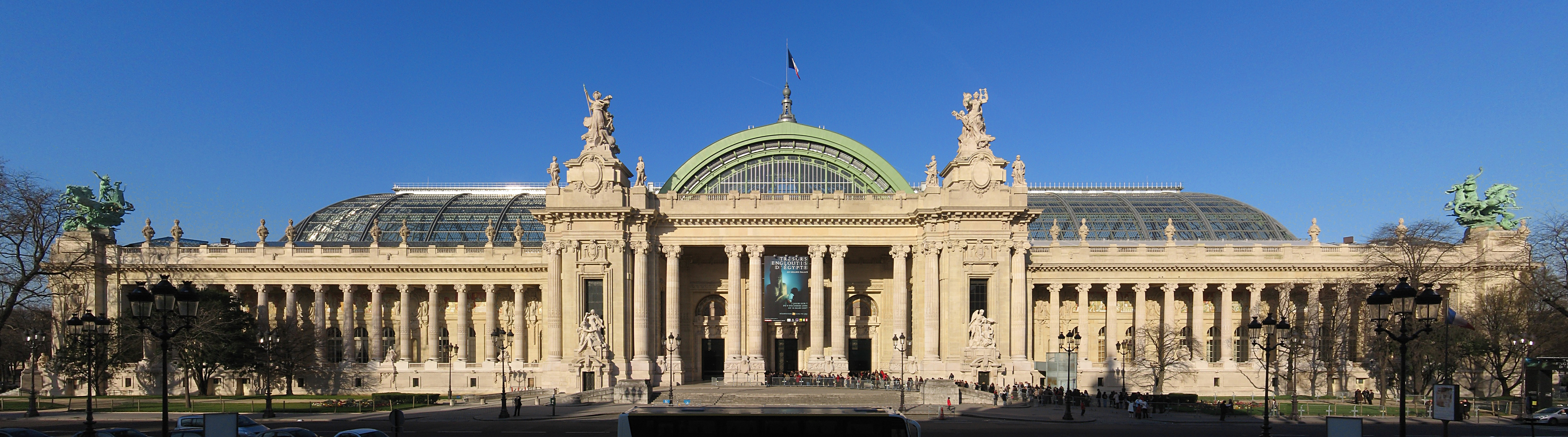
그랑 팔레 정면